# Barta Sándor (író)
Barta Sándor, írói álnevein: (b. s.), Besnyő Sándor, (B. S.) (Budapest, Terézváros, 1897. október 7. – Moszkva, butovói kivégzőhely, 1938. június 3.) magyar regényíró, költő és szerkesztő. Felesége Kassák Erzsébet volt.

## Élete
Blau Simon Rudolf szabó és Wiener Karolina fiaként született. Középiskolás évei alatt édesapja mellett dolgozott, s részt vett a Galilei Kör munkájában. Fiatalon TBC-s lett. A Tanácsköztársaság alatt újságíró volt, a bukás után pedig bécsi emigrációjában a Ma című folyóirat segédszerkesztője, s a Tűz című hetilap munkatársa volt. Saját folyóiratot is alapított Akasztott ember címmel (1922–1923). Az osztrák fővárosban előbb Kassák köréhez tartozott, majd 1924-ben Komját Aladár Egység-csoportjához csatlakozott, s belépett a KMP-be. 1925-től a Szovjetunióban élt, ahol tagja lett a Proletárírók Oroszországi Egyesülése magyar szekciójának, később pedig részt vett a Forradalmi Írók Nemzetközi Szervezetének alapításában, valamint munkájában. Később a Szovjet Írók Szövetségében dolgozott, illetve különböző hivatali pozíciókat töltött be. 1938-ban Új Hang címen folyóiratot indított, ám koholt vádak alapján március 14-én letartóztatták, május 22-én halálraítélték, s június 3-án végrehajtották az ítéletet. 1957. augusztus 29-én rehabilitálták.
Felesége Kassák Lajos húga, Kassák Erzsébet volt, aki Újvári Erzsi néven alkotott.

## Költészete
Kassák Lajos Ma című lapjában tűnt fel, eredeti tehetséggel alkotott expresszionista verseivel, novelláival. Első verskötete Vörös zászló címmel 1919-ben jelent meg. Művei a szocialista világnézetet szolgálták. 1925-ben Moszkvába ment, s a proletkult mozgalom hatása alá kerülve a sematizmus felerősödik munkáiban. Abszurd látásmódja a Cirkusz kapitalizmus című drámájában hatásosan érvényesült. Realista prózaműve az Aranyásók (1935).

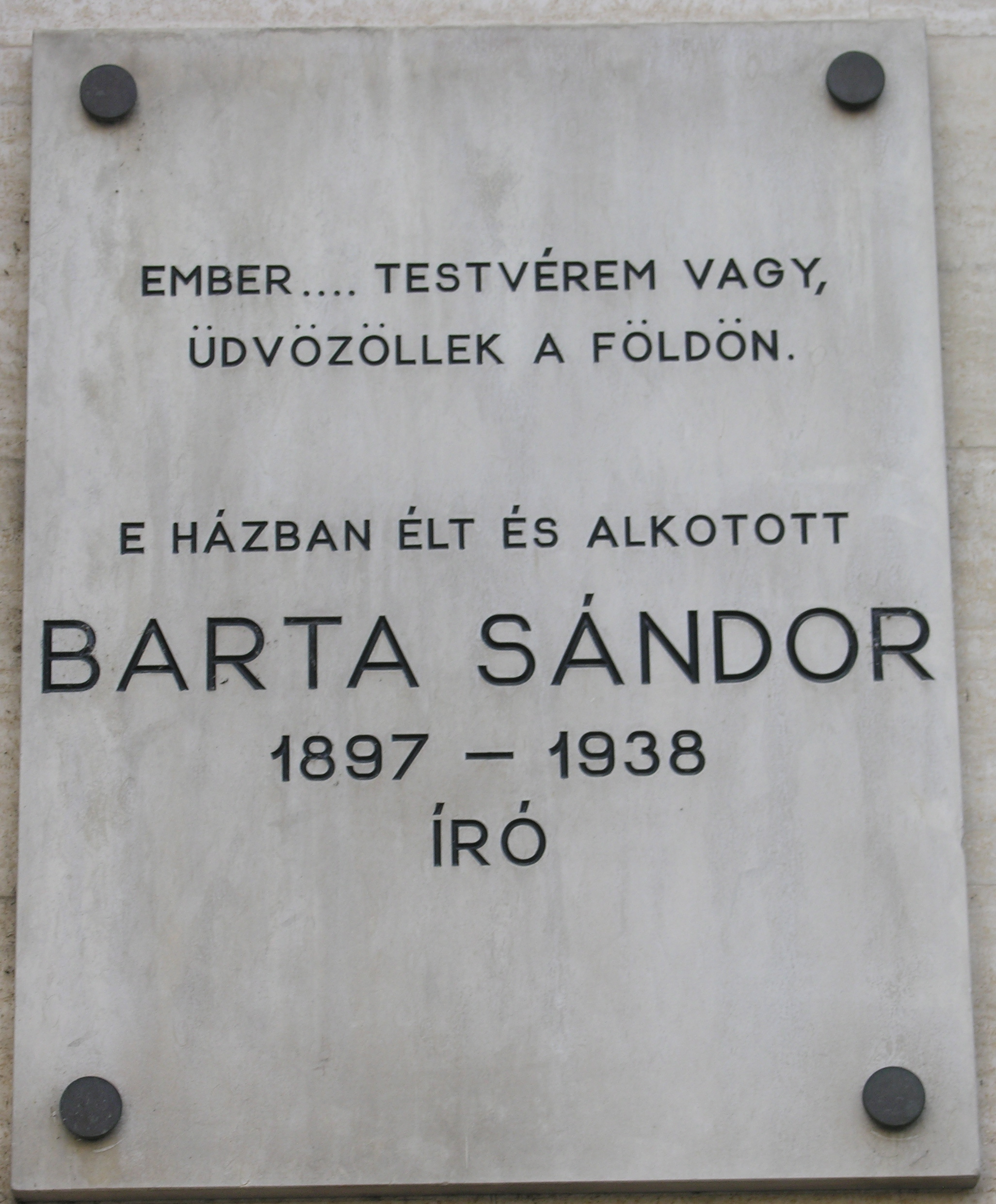
Emléktáblája Budapest V. kerületében

- "A zöldfejü ember" 1
- "A zöldfejü ember" 2

## Művei, fordításai
- Vörös zászló. Versek; Ma, Bp., 1919
- Igen; Ma folyóirat, Bécs, 1920
- Mese a trombitakezű diákról. Mesék és novellák, 1918–1922; Ma, Bécs, 1922
- Gogol: Egy őrült emlékiratai (szabadlapos album); ford. Barta Sándor, ill. és a szöveget kőre írta Boris László; Wien [Bécs], Fischer, 1922
- Rabindranat Tagore: Nacionalizmus; ford. Barta Sándor; Wien [Bécs], Fischer, 1922 (Klasszikus írások)
- Tisztelt hullaház! Kiáltványok; Wien [Bécs], "Ma" Kiadó, 1922
- Csodálatos történet, vagy mint fedezte fel William Cookendy polgári riporter a földet, amelyen él; Košice [Kassa], Munkás, 1925
- Alexander Barta: Eine wunderbare Geschichte oder Wie entdeckte William Cookendy, bürgerlicher Reprter, die Erde, auf der er lebt. Roman (regény németül); Wien [Bécs]–Berlin, Vorhut, 1925
- Alekszandr Barta: Misa. Poveszty (elbeszélés orosz nyelven); Moszkovszkij rabocsij, Moszkva, 1930 (Novinki zapadno-jevropejszkoj revoljucionnoj lityeraturi)
- 350.000. Rasszkaz-hronyika iz zsiznyi sztrani avsztromarkszizma (elbeszélés német nyelven); ford. németből A. Zelenin; Moszkva–Leningrad, Goszlitizdat, 1931 (Novinki inosztrannoj revoljucionnoj lityeraturi)
- Nincs kegyelem. Regény; Szovjetunióban Élő Külföldi Munkások Kiadóvállalata, Moszkva–Leningrád, 1933
- Aranyásók. Regény; utószó Lányi Sarolta; Szépirodalmi, Bp., 1957
- Pánik a városban. Válogatott elbeszélések, prózai írások; sajtó alá rend. Varga Lajosné; Szépirodalmi, Bp., 1959
- Ki vagy? Válogatott versek; bev. Illyés Gyula; Szépirodalmi, Bp., 1962
- Pánik a városban. Válogatott elbeszélések, prózai írások; szerk. Varga Katalin; Szépirodalmi, Bp., 1972
- Aranyásók. Regény; Kossuth, Bp., 1977 (Új világ)
- A kilyukasztott szavazólap. Novellák; vál., szerk. Varga Katalin; Szépirodalmi, Bp., 1981 (Kiskönyvtár)
- Ki vagy? Válogatott versek; bev. Illyés Gyula; Szépirodalmi, Bp., 1987